# Domstolen (øverste instans)
|  | Denne artikel omhandler den øverste instans af EU's dømmende organ, EU-Domstolen. For organet behandlet samlet, se Den Europæiske Unions Domstol |
Domstolen er den øverste instans af Den Europæiske Unions Domstol (EU-Domstolen), et af EU's syv centrale organer.
Domstolens underinstans er Retten.
Domstolen har én dommer pr. medlemsstat samt 11 generaladvokater. Dommere og generaladvokater udpeges af medlemsstaternes regeringer for en periode på seks år med mulighed for genvalg, og dommerne vælger en formand iblandt sig for en treårig periode, jf. TEF artikel 223.
| Periode | Formand                       | Land           |         |
| 1952–1958 | Massimo Pilotti               | Italien        |         |
| 1958–1964 | Andreas Matthias Donner       | Holland        |         |
| 1964–1967 | Charles Léon Hammes           | Luxembourg     |         |
| 1967–1976 | Robert Lecourt                | Frankrig       |         |
| 1976–1980 | Hans Kutscher                 | Tyskland       |         |
| 1980–1984 | Josse Mertens de Wilmars      | Belgien        |         |
| 1984–1988 | John Mackenzie-Stuart         | Storbritannien |         |
| 1988–1994 | Ole Due                       | Danmark        |         |
| 1994–2003 | Gil Carlos Rodriguez Iglesias | Spanien        |         |
| 2003–2015 | Vassilios Skouris             | Grækenland     | Spanien |
| 2015–nu | Koen Lenaerts                 | Belgien        |         |
| Source: "The Presidents of the Court of Justice". European NAvigator. Arkiveret fra originalen 7. juni 2011. Hentet 2007-07-13. |                               |                |         |

Disse kan afgøre sager i afdelinger af tre, fem eller tretten dommere eller i plenum (alle) alt efter sagens vigtighed. Dommerne skal være uafhængige og må ikke tage hensyn til deres egen medlemsstats interesser. Sagerne afgøres ved en afstemning blandt dommerne, som ikke bliver offentliggjort. Dette er en vigtig garanti for dommernes uafhængighed, idet man undgår, at regeringerne, der udpeger dommerne, får indirekte indflydelse på sagers udfald ved ikke at genudpege dommere, der stemmer til ulempe for sin medlemsstat.

## Fodnoter
1. ↑  "EUROPA - Den Europæiske Unions Domstol (EU-Domstolen) | Europæiske Union". Arkiveret fra originalen 5. januar 2017. Hentet 20. december 2016.

| EU | Spire Denne artikel om EU er en spire som bør udbygges. Du er velkommen til at hjælpe Wikipedia ved at udvide den. |

49°37′17″N 6°08′28″Ø / 49.6214°N 6.1411°Ø